# نادرة شلهوب كيفوركيان
نادرة شلهوب كيفوركيان (بالعبرية: נדירה שלהוב-קיבורקיאן‏) (بالإنجليزية: Nadera Shalhoub-Kevorkian)‏ هي أستاذة جامعية تدرّس في قسميّ علوم الجريمة والعمل الاجتماعي في الجامعة العبرية في القدس ومحاضرة في القانون ودراسات المرأة في جامعة كاليفورنيا في لوس أنجلوس. ولدت في عام 1960 وتعيش في القدس الشرقية.
حصلت على اعتراف دولي إثر نشاطها الأكاديمي حول النساء الفلسطينيات اللاتي تعرضن للعنف المنزلي والاعتداء الجنسي. تدور كتاباتها حول آثار الاحتلال الإسرائيلي على المرأة الفلسطينية من وجهة نظر قانونية واجتماعية ونفسية. لها كتاب عن «المرأة والاحتلال والعسكرة في المجتمع الفلسطيني»، وكتاب عن الأطفال الفلسطينيين ونزع طفولتهم بسبب الاحتلال الإسرائيلي لا سيما أطفال القدس.
بالإضافة إلى عملها الأكاديمي، تنشط شلهوب في لجان مؤسسات فلسطينية وإسرائيلية، من بينها مركز الأبحاث مدى الكرمل، ومركز مسلك (للدفاع عن حرية الحركة).

## عن حياتها
ولدت عام 1960م في حيفا للمحامي جميل شلهوب وقد عانت عائلتها على اقسامها من النكبة فوالدها أصيب في قدمه خلال محاولته الرجوع متسللاً إلى حيفا، وهو ابن الـ 17 عاماً في سنة 1948 ووالدتها اضطرت خلال نكبة 1948 إلى ركوب سفينة برفقة أولادها الثلاثة، قبل أن تتزوج والدها، لكي تحمي نفسها وتحمي أولادها من الموت المحتم. وقد كان لنشأتها وطفولتها جزءا كبيرا في بلورة مواقفها ودفعها لاحقا لدراساتها وعملها الاكاديمي، فهي تروي عن طفولتها : "كنا عايشين بشارع اسمه شارع المُخّلص، وكان اليهود ينادونا ‹عربيم ملوخلخيم- عرب قذرين›، وكانوا يرموننا بالحجارة، أنا وأخوتي. كنت أحمي إخوتي منهم دائماً في طريق العودة من المدرسة، ولم يكن يعاقبهم أحد، كما يتم عقاب أولادنا." 
تذكر نادرة اهتمامها منذ الطفولة بكل ما يتعلق بالجغرافية السياسية، إذ ساعدتها ظروف نشأتها في الساحل الذي يشمل حيفا ويافا والرملة والطنطورة، على تكوين وعي مبكر تجاه الخصوصيات الجغرافية السياسية في فلسطين وأبعادها الإنسانية اشتباك مباشر مع كل تبعات مجزرة الطنطورة التي وقعت بعد شهر تقريباً من مذبحة دير ياسين، الأكثر شهرة سنة 1948، والتي تركت أثراً نفسياً سلبياً سوداوياً في الفلسطينيين في القرى المجاورة، ومهّدت لتهجيرهم.
ولعب والدها ايضا دور في بلورة تلك الأفكار فتذكر شلهوب-كيفوركيان كذلك قصة حدثها عنها والدها عن الشاعر اللبناني الذي عاش في حيفا: "قلي أبوي إنو وديع البستاني بعت بنتو تدرس بجامعة في بيروت، وعند حدوث النكبة، ما قدرت ترجع عبيتهم بالعزيزية عند وادي الجمال بحيفا، كانت دايماً تكتب لأبوها تقلو: بابا تنساش تسقي الياسمينة عباب الدار، فيكتب لها: أبوكِ يروي ثراها دمعاً دماً لا مياه، غنّى العروبة دهراً وعاش حتى رثاها؛ ليعبّر عن أن العروبة انتهت وفلسطين تُركت وحيدة ولم يُدافع عنها أحد."
في عام 1980 تخرجت بدرجة البكالوريوس في العلوم السياسية والفلسفة من جامعة حيفا. في عام 1982 تخرجت بدرجة البكالوريوس في العمل الاجتماعي من الجامعة العبرية في القدس. في عام 1989 حصلت على درجة الماجستير في علم الجريمة من الجامعة العبرية في القدس وفي عام 1994 حصلت على درجة الدكتوراه في القانون من معهد علم الجريمة في كلية الحقوق بالجامعة العبرية في القدس. كتبت درجة الدكتوراه تحت إشراف ستانلي كوهين وسيمشا لانداو. وقد حاز عملها الأكاديمي، الذي ارتكز على رسالة الدكتوراه التي كتبتها، والتي ركزت على النساء الفلسطينيات اللاتي تعرضن لمظاهر العنف الأسري والاعتداءات الجنسية، على اعتراف دولي. تدور كتاباتها حول آثار الاحتلال الإسرائيلي على المرأة الفلسطينية من الناحية القانونية والاجتماعية والنفسية.

### حياتها الشخصية
خلال سنوات دراستها في جامعة حيفا، اجرت مقابلات ميدانية مع الأطباء العاملين في"القدس الشرقية" لغرض بحثي عن السياسات الطبية المتبعة في مستشفيات شرقي القدس وهناك تعرفت إلى زوجها الطبيب غابي كيفوركيان، وهو أرمني من البلدة القديمة في القدس المحتلة وقد كانت والدته ضحية المذبحة الأرمنية. وتقول نادرة :"والدتي ووالدي ضحايا النكبة الفلسطينية. أنا وعائلتي نتاج نكبتين مختلفتين بالمعطيات، لكنهما على المستوى الإنساني متشابهتين، ومن هنا جاء ارتباطي بمذبحة الأرمن. فهي جزء من كياني وتحليلي، وأعتبر نفسي أرمنية وأفهم جيداً في التاريخ والألم الأرمني، وبناتي أرمنيات فلسطينيات". مع بداية سنة 1982، انتقلت للعيش في مدينة القدس، وتحديداً في حي الشيخ جرّاح، لمدة سنتين، ثم في الحي الأرمني في البلدة القديمة.

## جائزة جروفر
في عام 2008 ، مُنحت جائزة جروفر لحقوق المرأة لعملها من أجل القضاء على ظاهرة قتل النساء في ضوء تدنيس شرف العائلة في المجتمع الفلسطيني.

## مقالاتها ومنشوراتها
تستخدم في الدراسة التي نشرتها في العام 2009 في Feminism & Psychology، روايات للأطفال الذين تتراوح أعمارهم بين 10-18 في مجموعات بحث التي أجريت في عام 2006 في غزة بتوجيه من الأخصائيين الاجتماعيين. كان الهدف من هذه المجموعات هو تبادل ومشاركة التجارب اليومية الصعبة التي يمر بها هؤلاء الأطفال، وبالتالي تعلم كيفية تعريض أنفسهم للآخرين، وتعليم بعضهم البعض طرق التعامل مع مآزقهم، وكذلك تخطيط الإجراءات التي يمكن اتخاذها لتحسين مستقبلهم. تركز هذه الدراسة على المشاعر السلبية التي تغرق هؤلاء الأطفال الذين فقدوا منازلهم أو يخافون منها. عندما سُئل الأطفال عن أصعب تجربة مروا بها، تحدثوا جميعًا عن فقدان المنزل وتحويلهم إلى لاجئين داخل الأحياء الخاصة بهم، وتعرضهم لصدمة فقدان المنزل، وتبيّن تأثير السياسة واقتحامها لنفسية الطفل.
تهتم نادرة شلهوب ببحث وصول المرأة الفلسطينية إلى العدالة في إطار علاقاتها مع الشرطة. تستكشف العلاقات بين المتعرضة للعنف وبين الشرطة. وتراجع تجربة النساء الفلسطينيات ونساء الشعوب الأصلية عمومًا مع أجهزة الشرطة التابعة لمؤسسة تممثل الأغلبية المهيمنة.

## الحرب على غزة 2023
في 29 أكتوبر 2023، وفي أعقاب الحرب على غزة، أرسل عميد الجامعة العبرية في رسالة شديدة اللهجة لمعاتبة المحاضرة نادرة شلهوب كيفوركيان، طالبًا منها الاستقالة فوريًا من منصبها كمحاضرة إثر توقيعها على عريضة ضد العدوان الإسرائيلي على غزة واستهجانها للأحداث. وقد تم إرسال هذه الرسالة وتوزيعها ضمن قائمة نشر تضم المئات من الموظفين والأكاديميين في الجامعة العبرية موقعة من كلا رئيس آشر كوهن وعميد الجامعة العبرية تومر شافير. وجاء في جزء من رسالة الجامعة: "قرأنا وصدمنا وخذلنا عميقا من العريضة العامة التي وقعت عليها، وفيها أن إسرائيل تقوم بإبادة شعب غزة، كما زعمتِ بذات العريضة أن إسرائيل تحتل فلسطين منذ 75 عاما، أو في كلمات أخرى منذ حرب الاستقلال"
و في 12 مارس 2024 تم إيقافها رسميًا عن العمل في كلية الحقوق عقب تصريحاتها في أخبار قناة 13 الإسرائيلية، حيث اتهمت إسرائيل بارتكاب إبادة جماعية في الحرب على غزة وشككت في تقارير عن أعمال عنف جنسي ارتكبتها حماس في 7 أكتوبر2023. وصرحت جمعية الأنثروبولوجيا الأمريكية هذا بأنه تهديد للحرية الأكاديمية وطلبت من الجامعة التراجع عن إيقافها. وبهذا الصدد كتبت الفيلسوفة وباحثة دراسات النوع الإجتماعي جوديث بتلر إلى رئاسة الجامعة لدعم شلهوب، وقالت: إنه من حق الجامعة أن تختلف مع شلهوب بشأن وجهة نظرها بأن الهجوم الإسرائيلي على غزة يشكل إبادة جماعية، لكن رئاسة الجامعة لديها التزام كممثلين لجامعة بحثية كبرى بالمشاركة في النقاش وإفساح المجال لإجراء مناقشة خالية من التهديدات. وفي رسالة أرسلتها جمعية الحقوق المدنية في إسرائيل إلى الجامعة العبرية، قالت فيها إن تعليقات شلهوب "رغم أنها مثيرة للجدل، إلا أنها محمية بموجب الحق في حرية التعبير، مما يجعل إيقافها عن العمل إنتهاكًا غير مقبول للحرية الأكاديمية والحقوق الدستورية.
أمرت المحكمة في 18 نيسان 2024 باعتقال البروفيسورة نادرة شلهوب كيفوركيان، ويأتي هذا الاعتقال على خلفية موقفها من حرب غزة. 
أطلقت المحكمة المركزية سراح شلهوب في اليوم التالي لاعتقالها.

## مواقفها وحملات التحريض
في نوفمبر 2006، خضعت لإجراءات تفتيش دقيقة للغاية في مطار بن غوريون أثناء سفرها، حيث طالبت بتعويض قدره 75 ألف شيكل من سلطة المطار. وفي عام 2015، قضت نائبة رئيس محكمة الصلح في تل أبيب بأن التفتيش تم ضمن السلطة، لكنها كانت مقتنعة بأن موظفي السلطة لم يعاملوا المدعية بالحساسية الكافية لضمان كرامتها وخصوصيتها. مقابل ذلك حصلت على تعويض قدره 7500 شيكل و2500 شيكل أخرى كرسوم.
في بداية عام 2019، أثارت محاضرة ألقتها الاستاذة نادرة في أمستردام بعنوان "تقنيات العنف على باب العامود في نابلس" ضجة إعلامية حتى قبل الحدث خصيصا في الأوساط الاسرائيلية. وذلك لأنه، بحسب وصف الحدث، كان من المفترض أن تشارك شلهوب-كيفوركيان رسائل كتبها أطفال القدس الشرقية حول تجاربهم واعطاء أصوات للأطفال من اجل إظهار كيف تستخدم صناعة الدفاع الإسرائيلية حياة وأجساد الأطفال وسكان شرقي القدس لبيع الأسلحة للعالم التي خضعت لـ"الاختبار الميداني". تم تسجيل محاضرتها في جامعة كولومبيا في نيويورك، والتي فيها قالت أن إسرائيل تجري تجارب أسلحة على الفلسطينيين، وتم نشر التسجيل على محطات راديو التابع للجيش الإسرائيلي.
وفي عام 2015، وقعت على بيان للمحاضرين في جميع جامعات إسرائيل لمعارضة حملة نزع الشرعية التي تشن ضد منظمة " كسر الصمت"(شوفريم شتيكا).